# السنة الدولية للفيزياء الشمسية
السنة الدولية للفيزياء الشمسية هو برنامج دولي برعاية الأمم المتحدة للتعاون العلمي لفهم العوامل الخارجية للبيئات الكوكبية والعمليات العالمية في الفيزياء الشمسية - الأرضية - الكوكبية - في الغلاف الجوي. تركز السنة الدولية للفيزياء الشمسية على التقدم في جميع جوانب الغلاف الشمسي وتفاعله مع الوسط البينجمي. ويتوج هذا الجهد في «السنة الدولية للفيزياء الشمسية» (IHY) في الفترة 2007-2008. اختتمت السنة الدولية للفيزياء الشمسية في فبراير 2009 ، ولكنها استمرت إلى حد كبير من خلال المبادرة الدولية للطقس الفضائي (ISWI).
صُوِّغ مصطلح «الفيزياء الشمسية» للإشارة بالتحديد إلى هذا النشاط لدراسة الترابط بين كامل النظام الشمسي-الكوكب الحلزوني وهو توسيع لمفهوم "الجيوفيزيائية"، توسيع الاتصالات من الأرض إلى الشمس والفضاء بين الكواكب. في الذكرى الخمسين للسنة الدولية للفيزياء الجيولوجية، ستعتمد أنشطة السنة الدولية للفيزياء الشمسية لعام 2007 على نجاح 1957 سنة جيوفيزيائية دولية من خلال مواصلة إرثها من دراسات جوانب النظام في المجال الهيليوفيزيائي الممتد.

## التاريخ
لقد تم التخطيط لـ السنة الدولية للفيزياء الشمسية 2007 ليتزامن مع الذكرى الخمسين للسنة الجيوفيزيائية الدولية (IGY) في 1957-1958 كواحدة من أنجح البرامج العلمية الدولية في كل العصور. كانت للسنة الجيوفيزيائية الدولية جهدا واسع النطاق وشامل لدفع حدود الجيوفيزياء وأدى إلى تقدم هائل في فيزياء الفضاء واتصالات الشمس-الأرض وعلم الكواكب والغلاف الجوي بشكل عام. بدأ تقليد سنوات العلوم الدولية منذ ما يقرب من 125 عامًا مع أول سنة قطبية دولية ودراسات علمية دولية للعمليات العالمية في القطب الشمالي في 1882-1883. وقد تلقى السنة الدولية للفيزياء الشمسية دعما كبيرا من الأمم المتحدة، ووكالات الفضاء المختلفة في جميع أنحاء العالم.

## الأهداف
لدى السنة الدولية للفيزياء الشمسية ثلاثة أهداف أساسية:
- تعزيز فهمنا للعمليات الفيزيائية التي تحكم الشمس والأرض والغلاف الشمسي.
- مواصلة تقليد البحث الدولي والنهوض بالإرث في الذكرى الخمسين للسنة الجيوفيزيائية الدولية.
- إظهار جمال وملاءمة وأهمية الفضاء وعلوم الأرض للعالم.[5]

## الأهداف العلمية
حدد فريق السنة الدولية للفيزياء الشمسية أيضًا الأهداف العلمية التالية لعام 2007-2008:
- تطوير العلوم الأساسية للفيزياء الشمسية من خلال دراسات متعددة التخصصات للعمليات العالمية.
- تحديد استجابة الأجواء المغنطيسية الأرضية والكواكب والأجواء الجوية لرواد الفضاء والمركبات الفضائية.
- تعزيز البحث في نظام الشمس-الغلاف الجوي إلى الخارج ووسط بين نجمي.
- تعزيز التعاون العلمي الدولي في دراسة الظواهر الفيزيائية الشمسية الآن وفي المستقبل.
- توصيل نتائج العلمية الفريدة للمجتمع العلمي وعامة الناس.